# Pseudocleobis bardensis
Pseudocleobis bardensis är en spindeldjursart som beskrevs av Paul Jean Baptiste Maury 1976. Pseudocleobis bardensis ingår i släktet Pseudocleobis och familjen Ammotrechidae. Inga underarter finns listade i Catalogue of Life.